# Phyllachora pennellii
Phyllachora pennellii är en svampart som beskrevs av Seaver 1928. Phyllachora pennellii ingår i släktet Phyllachora och familjen Phyllachoraceae.   Inga underarter finns listade i Catalogue of Life.